# Nimboa asadeva
Nimboa asadeva là một loài côn trùng trong họ Coniopterygidae thuộc bộ Neuroptera. Loài này được Rausch & H. Aspöck miêu tả năm 1978.